# Okstindan
Okstindene ou Okstindan est un massif des Alpes scandinaves situé sur la commune d'Hemnes, dans le Nordland, en Norvège. Le massif culmine à Oksskolten (1 916 m) qui est le plus haut sommet du Nordland. Le glacier Okstindbreen est situé dans le massif.

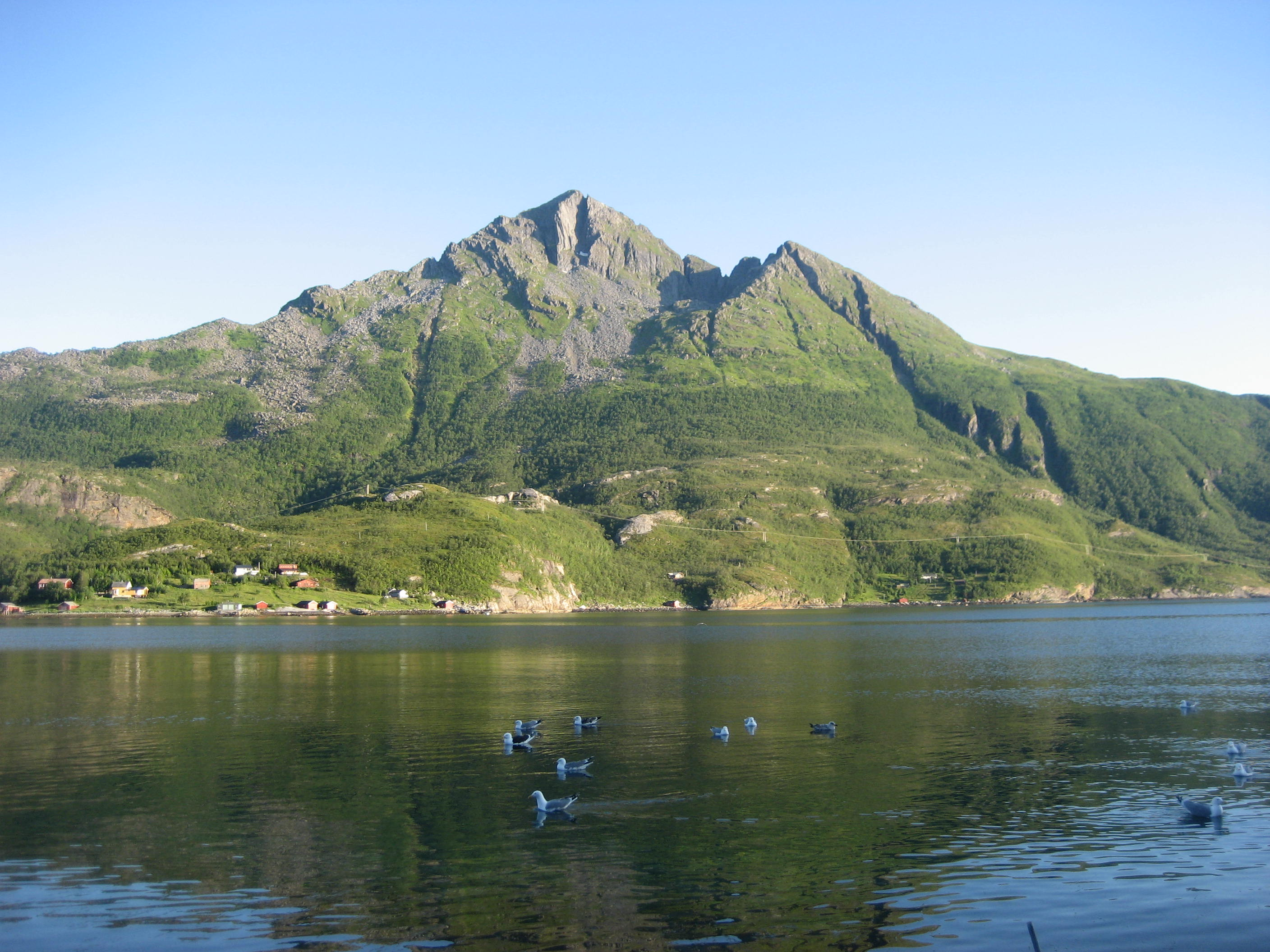
Vue d'Okstinden, un sommet du massif.